# الغسق (رواية إسحاق أسيموف)
الغسق (بالإنجليزية: Nightfall)‏ هي رواية خيال علمي للكاتب الأمريكي إسحاق أسيموف نشرت عام 1941.

## روابط خارجية
- مقال من مجلة Nature.